# Ulrika Kotajná
Ulrika Kotajná (30. června 1971 Třinec – 8. listopadu 2020 Chester), též Ulrike Kotajná, byla česká filmová a televizní herečka. Proslavila se rolí ve filmu Pějme píseň dohola, kde si zahrála Vendy.
V roce 1989 se objevila ve filmech Foukaliště a Strašidlo cantervillské. V 90. letech studovala na Pražské konzervatoři. Zahrála si rovněž ve dvou seriálech – To jsem z toho jelen a Policajti z předměstí. Její poslední rolí byla moderátorka Ellen Horká ve filmové komedii O život.
Podílela se také na namluvení několika CD s pohádkami.